# Tỉnh Hình (quận)
Tỉnh Hình (chữ Hán giản thể:井陉矿区, âm Hán Việt: Tỉnh Hình khoáng khu, nghĩa là khu khai khoáng Tỉnh Hình) là một quận thuộc địa cấp thị Thạch Gia Trang, tỉnh, Hà Bắc, Cộng hòa Nhân dân Trung Hoa. Quận là một khu vực khai thác than đá, ở khu vực sông Vi Thủy. Vi Thủy Hà là nơi Hàn Tín đánh nước Triệu. Ngày nay con sông này đã bị thu hẹp thành một con suối nhỏ. Quận Tỉnh Hình có khu phong cảnh Thanh Lương Sơn nổi tiếng.